# ByteDance
ByteDance Ltd.  (кит.: 字节跳动, також відома як англ. Beijing ByteDance Technology Co., Ltd.) — китайська приватна холдингова інтернет-компанія, що володіє рядом популярних сервісів (у тому числі платформами для обміну відео TikTok і Xigua, новинними агрегаторами Toutiao і BaBe, соціальною мережею Helo). Заснована Чжан Іміном у 2012 році, штаб-квартира розташована в Пекіні (офіційно компанія зареєстрована на Кайманових островах).
ByteDance поряд з Ant Financial (оператор платіжної системи Alipay) і DiDi (сервіс замовлення таксі) входить в трійку провідних компаній-єдинорогів Китаю (стартапів, чия ринкова оцінка вартості перевищила $1 млрд). Крім того, ByteDance входить в «велику п'ятірку» китайських інтернет-компаній (поряд з Alibaba Group, Tencent, Baidu і NetEase).
Через зв'язки з урядом Китаю, політичну цензуру та збір даних користувачів своїх додатків ByteDance кілька разів опинялася під розслідуванням у США та інших країнах. Серед тисяч цензорів, контролюючих контент додатків ByteDance, переважають члени Комуністичної партії Китаю.

## Історія
У березні 2012 року інженер-програміст Чжан Імін, який закінчив Нанькайський університет в Тяньцзіні, заснував інтернет-компанію ByteDance, яка в серпні 2012 року запустила додаток Toutiao. У вересні 2016 року на китайському ринку з'явився відео-сервіс Douyin. Влітку 2017 року відео-сервіс TikTok був запущений для iOS і Android на більшості ринків за межами Китаю. У листопаді 2017 році ByteDance придбала китайсько-американський відеохостинг musical.ly, який у серпні 2018 року об'єднався з TikTok (тоді ж бренд TikTok вийшов на ринок США). Якщо в 2017 році ByteDance була оцінена в ＄20 млрд, у 2018 році — вже ＄75 млрд. 
У квітні 2018 року під тиском китайської влади ByteDance була змушена закрити популярний гумористичний додаток Neihan Duanzi. Станом на листопад 2018 року ByteDance мав понад 800 млн активних щодня користувачів на всіх своїх платформах. Станом на початок 2019 року ByteDance мала понад 1 млрд активних щомісячних користувачів у восьми мобільних додатках. Статок Чжан Іміна дорівнював ＄13 млрд (він обіймав дев'яту сходинку серед найбагатших людей материкового Китаю). 
Влітку 2019 року ByteDance запустила власну пошукову систему Toutiao Search, склавши конкуренцію Baidu. У грудні 2019 року ByteDance створила спільне підприємство у сфері відео з державною видавничою групою Dongfang Newspaper Company (Шанхай). Навесні 2020 року оцінка вартості ByteDance перевищила 100 млрд дол., а число щомісячних активних користувачів перевищило 1,5 млрд людей. Улітку 2020 року, на тлі різкого загострення індо-китайських відносин, влада Індії заблокувала десятки китайських додатків, включаючи TikTok та Helo. Крім того, ByteDance припинила роботу додатка TikTok в Гонконзі.
13 березня 2024 року Палата представників США ухвалила законопроєкт, який може призвести до заборони TikTok у США. У зв’язку з ухваленням закону спікер Палати представників Майк Джонсон випустив заяву. Законопроєкт вимагав від ByteDance відмовитися від TikTok, щоб уникнути заборони в США. Відповідно, у вересні 2024 року ByteDance заявила, що вже в листопаді закриває свій сервіс потокової передачі музики TikTok Music у всьому світі.

## Сервіси
У березні 2012 року компанія ByteDance запустила свій перший додаток під назвою Neihan Duanzi, за допомогою якого користувачі обмінювалися жартами, інтернет-мемами і гумористичним відео. На піку популярності в 2017 році у Neihan Duanzi було більше 200 млн користувачів. У квітні 2018 року під тиском влади ByteDance була змушена закрити Neihan Duanzi.
Станом на 2020 рік компанія ByteDance мала сім основних сервісів: 
- TikTok (світовий сервіс для створення і перегляду короткого відео)
- Douyin (китайський сервіс для створення і перегляду короткого відео)
- Xigua Video (китайський сервіс для створення і перегляду коротких і довгих відео)
- Toutiao (китайський новинний мобільний додаток)
- BaBe (індонезійський новинний мобільний додаток)
- Helo (індійська соціальна мережа на кількох національних мовах)
- Lark (хмарний сервіс для підвищення продуктивності)

### Інші сервіси
В серпні 2015 року ByteDance запустила в США TopBuzz — контент-платформу для коротких відео, статей, новин і GIF (в 2016 році TopBuzz запрацювала в Бразилії і Японії). У жовтні 2016 року ByteDance інвестувала кошти в індійський новинний агрегатор Dailyhunt, а в грудні 2016 року — індонезійський новинний агрегатор BaBe.
У лютому 2017 року ByteDance придбала американський відео додаток Flipagram, в липні 2017 року компанія запустила свою платформу коротких відео Hypstar (Vigo Video) в Південно-Східній Азії (пізніше обидва ці сервісу влилися в TikTok). У листопаді 2017 року ByteDance інвестувала кошти в Live.me — мобільний стримінговий додаток, керований компанією Cheetah Mobile, придбала у цієї ж компанії французький новинний сервіс News Republic, а також поглинула musical.ly.
У грудні 2019 року ByteDance запустила в тестовому режимі свій музичний стриминговий додаток Resso в Індії та Індонезії (офіційний запуск відбувся в березні 2020 року). У квітні 2020 року Адміністрація кіберпростору Китаю наказала ByteDance відмовитися від свого інструменту офісної співпраці Feishu, тому що його можна використовувати для обходу інтернет-цензури.

## Акціонери
Контрольний пакет акцій ByteDance належить Чжан Іміну (голова правління і CEO) і Чжан Лідуну (старший віце-президент). Серед портфельних інвесторів ByteDance — Kohlberg Kravis Roberts, Sequoia Capital, Coatue Management, General Atlantic, Susquehanna International Group (США), Hillhouse Capital Group, Source Code Capital (Китай), SoftBank (Японія).

## Структура
Компанії ByteDance Ltd. (Кайман) належить п'ять дочірніх компаній — Tik Tok Ltd. (Кайман), Lark Technologies Ltd. (Кайман), Lemon Inc. (Кайман), ByteDance Inc. (США) і ByteDance Ltd. (Гонконг). Їм у свою чергу належить ряд інших дочірніх компаній у США, Японії, Сінгапурі, Великій Британії та Індії.
За станом на кінець 2019 року в ByteDance працювало понад 60 тис. працівників. Компанія мала 15 науково-дослідних центрів по всьому світу і офіси в 126 містах, включаючи Пекін, Шанхай, Лос-Анджелес, Нью-Йорк, Лондон, Париж, Берлін, Дубай, Мумбаї, Сінгапур, Джакарту, Сеул і Токіо. Лабораторія штучного інтелекту ByteDance, заснована в 2016 році, розробляє ботів, які пишуть новинні статті та алгоритми машинного навчання для персоналізованих інформаційних рекомендацій.

## Діяльність
Основний дохід ByteDance отримує від реклами, покупок усередині додатків і мобільних ігор. Основні ринки ByteDance — Китай, США, Індія, Індонезія, Бразилія, Японія, Південна Корея, Франція, Велика Британія, Німеччина, ОАЕ та Сінгапур.

## Штрафи
На початку квітня 2025 року, як повідомив телеканал Bloomberg, на підставі тривалого розслідування винесено рішення про накладення штрафу на суму €500 млн відносно компанії ByteDance, власника сервісу коротких відео TikTok. Комісія із захисту даних Ірландії встановила, що TikTok порушила Загальний регламент захисту даних (GDPR) ЄС, передаючи дані європейських користувачів до Китаю, де до них могли  отримати доступ співробітники ByteDance. Зазначається, що точні терміни штрафу та його розмір ще не затверджені, тому вони можуть змінитися. Водночас регулятор планує заборонити обробку даних європейських користувачів TikTok у Китаї. 